# Sophia Frances Anne Caulfeild
Pour les articles homonymes, voir Caulfeild.
Sophia Frances Anne Caulfeild (19 janvier 1824 - 20 novembre 1911) est une écrivaine et brodeuse britannique. Elle a écrit sur la religion et la couture, et a souvent travaillé avec Blanche Catherine Saward.

## Biographie
Elle est née à Teignmouth en 1824 de Frances Sally Irwin , et Edwin-Toby Caulfeild, fils de Wade-Toby Caulfeild. Son père est issu d'une branche cadette d'une famille noble. Son arrière-grand-père est William Caulfeild (2e vicomte Charlemont). Elle a une sœur cadette appelée Louisa Lavinia et un frère aîné nommé Henry Cope Caulfeild . Elle vivait à Teignmouth .
En 1870, elle fait publier un livre de poésie qu'elle dédie à son frère Henry Cope Caulfeild .
En 1882, elle et Blanche Saward font publier leur Dictionary of Needlework . L'ouvrage est disponible en six volumes et le titre complet est Le dictionnaire de l'aiguille : une encyclopédie de travaux d'aiguille artistiques, simples et fantaisies traitant pleinement des détails de tous les points utilisés, de la méthode de travail, des matériaux utilisés, de la signification des termes techniques et, si nécessaire, retraçant l'origine et l'histoire des différents travaux décrits. En 1887, elle publie La vie des apôtres, leurs contemporains et successeurs.
Leur "bible" est décrite comme une encyclopédie contenant 800 illustrations sur bois et plus de 528 pages. Les sujets sont présentés par ordre alphabétique et le travail tente de décrire tous les aspects de la couture. La section sur la broderie seule comptait 24 pages. Ce travail est destiné à la mode pour les travaux à l'aiguille et il participe avec Thérèse de Dillmont Encyclopédie complète ' of Needlework publié en 1884 et pratique de Needlework Weldon qui est publié dans les parties mensuelles de 1886. Les auteurs de ces vastes œuvres sont aidés par la loi sur le droit d'auteur qui leur permet d'emprunter librement des documents à des périodiques.
Caulfeild est morte à Kensington en 1911 .

## Travaux
- The Dictionary of Needlework (avec Blanche C. Saward)
- Encyclopédie de la broderie victorienne, vol. II
- Encyclopédie de la broderie victorienne, vol. je
- La vie des apôtres, leurs contemporains et successeurs
- Véritable philosophie : une réponse à certaines déclarations faites dans "Scientific
- L'aube du christianisme en Europe continentale et la plantation du…
- Desmond et autres poèmes [5]